# Scoparia turneri
Scoparia turneri là một loài bướm đêm trong họ Crambidae.